# Roanoke Dazzle
Roanoke Dazzle – amerykański klub koszykarski z siedzibą w mieście Roanoke, w stanie Wirginia, działający w latach 2001–2008.

## Historia
Władze NBDL rozważały miasto Roanoke, jako lokalizację dla jednej z drużyn już w 2000 roku. Rywalizowało ono w tej materii z Hampton. Po uzyskaniu porozumienia, co do miejsca rozgrywania spotkań na własnym terenie (Roanoke Civic Center), 18 maja 2001 roku, NBDL ogłosiła oficjalnie, że piątym zespołem, który dołączy do ligi, będzie klub z Roanoke. Oznaczało to, że profesjonalna koszykówka powróci do stanu Wirginia, po raz pierwszy od 1973 roku, kiedy to rezydował tam jeden z zespołów ligi ABA.
W czerwcu 2001 roku Donna Daniels została mianowana prezydentem klubu, natomiast Kent Davidson pierwszym trenerem w historii organizacji. 18 lipca 2001 roku, Daniels ogłosiła oficjalnie nazwę zespołu – Dazzle. 18 listopada Dazzle odnieśli swoje pierwsze zwycięstwo na własnym terenie, w Roanoke Civic Center, pokonując Mobile Revelers.
Po pięciu sezonach w lidze NBA Development League zespół Dazzle okazał się być zaledwie jednym z dwóch, które nadal występowały w lidze (2005/06). Drugim była drużyna Fayetteville Patriots. Właścicielami obu była liga NBA. 1 maja 2006, władze NBDl ogłosiły, że NBA nie będzie zarządzać dłużej Roanoke Dazzle. Prezydent ligi Phil Evans uwzględniał możliwość przejęcia zespołu przez lokalnych inwestorów. Plan ten nie zakończył się powodzeniem, wobec czego zespół został rozwiązany.

## Powiązania z zespołami NBA
- New Jersey Nets (2005–2006)
- Philadelphia 76ers (2005–2006)
- Washington Wizards (2005–2006)

## Wyniki sezon po sezonie
| Roanoke Dazzle         |                        |     |     |      |                                    |
| 2001–02                | 8                      | 18  | 38  | 32   |                                    |
| 2002–03                | 4                      | 26  | 24  | 52   | Lost Semifinals (Fayetteville) 2-0 |
| 2003–04                | 5                      | 20  | 26  | 43,5 |                                    |
| 2004–05                | 4                      | 26  | 22  | 54,2 | Lost Semifinals (Columbus) 96-89   |
| 2005–06                | 4                      | 25  | 23  | 52,1 | Lost Semifinals (Fort Worth) 87-78 |
| Suma – sezon regularny | Suma – sezon regularny | 115 | 133 | 46,4 | 2001-2006                          |
| Suma – play–off        | Suma – play–off        | 0   | 3   | 0    | 2001-2006                          |

## Liderzy statystyczni NBDL / D-League
- Marshall Phillips – lider w łącznej liczbie minut (1716) spędzanych na parkiecie (2002)[7]
- Artie Griffin – lider w łącznej liczbie celnych (103) i oddanych (270) rzutów za 3 punkty (2002)[7]
- Lorenzo Coleman – lider w skuteczności rzutów z gry (2002 – 60,6%)[7]
- Artie Griffin – lider w średniej liczbie minut (34,2) spędzanych na parkiecie (2002)[7]
- Cory Alexander – lider w łącznej liczbie minut (1794) spędzanych na parkiecie (2003)[8]
- Cory Alexander – lider w średniej liczbie asyst (2003 – 6,1)[8]
- Cory Alexander – lider w łącznej liczbie asyst (2003 – 306)[8]
- Cory Alexander – lider w łącznej liczbie strat (2003 – 198)[8]
- Cory Alexander – lider w średniej liczbie minut (35,9) spędzanych na parkiecie (2003)[8]
- Marque Perry – lider w łącznej liczbie minut (1728) spędzanych na parkiecie (2004)[9]
- Curtis Staples – lider w łącznej liczbie celnych (55) i oddanych (151) rzutów za 3 punkty (2004)[9]
- Josh Asselin – lider w łącznej liczbie celnych (187) i oddanych (242) rzutów wolnych (2004)[9]
- Marque Perry – lider w łącznej liczbie asyst (2004 – 295)[9]
- Marque Perry – lider w łącznej liczbie strat (2004 – 170)[9]
- Geoff Owens – lider w łącznej liczbie fauli (2004 – 182)[9]
- Sung-Yoon Bang  – lider w łącznej liczbie celnych (38) i oddanych (97) rzutów za 3 punkty (2005)[10]
- Matt Carroll – lider strzelców ligi (2005 – 20,1 pkt.)[10]
- Matt Carroll – lider w skuteczności rzutów za 3 punkty (2005 – 60,5%)[10]
- James Thomas – lider w średniej zbiórek (2005 – 13,3 zb.)[10]
- Anthony Grundy – lider w łącznej liczbie celnych (340) i oddanych (787) rzutów z gry (2006)[11]
- Will Bynum – lider w łącznej liczbie celnych rzutów wolnych (2006 – 260)[11]
- Isiah Victor – lider w łącznej liczbie oddanych rzutów wolnych (2006 – 335)[11]
- Anthony Grundy – lider w łącznej liczbie punktów (2006 – 1012)[11]
- Anthony Grundy – lider w średniej liczbie przechwytów (2006 – 2,5)[11]
- Anthony Grundy – lider w łącznej liczbie przechwytów (2006 – 109)[11]
- Will Bynum – lider strzelców (2006 – 24 pkt.)[11]
- Will Bynum – lider w łącznej liczbie strat (2006 – 165)[11]
- Anthony Grundy – lider w średniej minut spędzanych na parkiecie (2006 – 39,8)[11]

## Nagrody i wyróżnienia
- MVP Sezonu
  - Matt Carroll (2005)[12]
- Obrońca roku
  - Mikki Moore (2003)[13]
- Debiutant roku
  - James Thomas (2005)[14]
  - Will Bynum (2006)[14]
- All–D–League First Team[15]
  - Mikki Moore (2003)
  - Marque Perry (2004)
  - Josh Asselin (2004)
  - Isiah Victor (2005)
  - Matt Carroll (2005)
  - Cory Alexander (2005)
  - Anthony Grundy (2006)
  - Will Bynum (2006)
- All-D-League Second Team[16]
  - Cory Alexander(2003)
  - James Thomas (2005)
  - Isiah Victor (2006)
- All–D–League Honorable Mention Team[17]
  - Artie Griffin (2002)
  - Terrance Shannon (2003–2004)